# Huertahernando
Huertahernando é um município da Espanha na província de Guadalajara, comunidade autónoma de Castilla-La Mancha, de área 51,53 km² com população de 66 habitantes (2004) e densidade populacional de 1,28 hab/km².

## Demografia
| Variação demográfica do município entre 1991 e 2004 | Variação demográfica do município entre 1991 e 2004 | Variação demográfica do município entre 1991 e 2004 | Variação demográfica do município entre 1991 e 2004 |
| --------------------------------------------------- | --------------------------------------------------- | --------------------------------------------------- | --------------------------------------------------- |
| 1991                                                | 1996                                                | 2001                                                | 2004                                                |
| 87                                                  | 70                                                  | 73                                                  | 66                                                  |